# Milan Milanović
Milan Milanović (Kosovska Mitrovica, 31 de marzo de 1991) es un futbolista serbio. Juega de defensa y su equipo es el F. K. Sloga Meridian de la Liga Premier de Bosnia y Herzegovina.

## Selección nacional
Ha sido internacional con la selección de fútbol sub-21 de Serbia en 13 oportunidades.

## Clubes
| Club                         | País                 | Año       |
| ---------------------------- | -------------------- | --------- |
| F. C. Lokomotiv Moscú        | Rusia                | 2008-2011 |
| U. S. Palermo                | Italia               | 2011-2016 |
| A. C. Siena (cedido)         | Italia               | 2011-2012 |
| Vicenza Calcio (cedido)      | Italia               | 2012-2013 |
| Ascoli Calcio 1898 (cedido)  | Italia               | 2015-2016 |
| A. C. Pisa 1909              | Italia               | 2017      |
| F. K. Željezničar Banja Luka | Bosnia y Herzegovina | 2019      |
| N. K. Triglav Kranj          | Eslovenia            | 2019-2020 |
| F. K. Radnički Kragujevac    | Serbia               | 2021-2022 |
| F. K. Sloga Meridian         | Bosnia y Herzegovina | 2022-     |